# Gijsbert van Bronckhorst-Borculo (-1402)

Stamwapen van Bronckhorst

Gijsbert van Bronckhorst heer van Bronckhorst en van Borculo , ook wel genoemd Gijsbert van Borculo (overleden 1402). Hij was een zoon van Gijsbert V van Bronckhorst en Catharina van Leefdael. 

## Huwelijk en kinderen
Hij trouwde in februari 1360 met Henrica van Dodinckweerde, vrouwe van Borculo (overleden voor 1397). Uit het huwelijk van Gijsbert en Henrica zijn geen kinderen geboren. 
Gijsbert had kinderen uit een buitenechtelijke relatie:
- Johan Vockinck
- Hendrik
- Gerard

## Heerlijkheid Borculo
Henrica van Borculo, genaamd Dodinckweerd, kocht de Hof te Borculo in of na 1358 van Reinald III, burggraaf van Coevorden en heer van Borculo.
Na het overlijden van zijn vrouw wist Gijsbert rond 1397 de heerlijkheid Borculo te verwerven en werd daardoor de eerste heer van de Borculo uit het geslacht van Bronckhorst.
Na het overlijden van Gijsbert in 1402 kwam Borculo aan zijn oomzegger Frederik van Bronckhorst (-1405), jongere zoon van Gijsberts broer Willem IV van Bronckhorst.